# 德瑞克·路克
德瑞克·內撒尼亞爾·路克（英語：Derek Nathanial Luke，1974年4月24日—），美國男演員。路克以主演丹佐·華盛頓執導的《衝出逆境》（2002年）而聞名，首次出演電影的他為此贏得獨立精神獎最佳男主角。其他著名作品如電影《美國隊長：復仇者先鋒》（2011年）和電視劇《漢娜的遺言》（2017年至2019年）。

## 早年
德瑞克·路克出生於新泽西州泽西市，是鋼琴家瑪裘瑞·迪克森（Marjorie Dixon）和前演員莫里斯·路克（Maurice Luke）的兒子。他的父親來自圭亞那乔治敦。路克就讀於亨利·斯奈德高中，並從林登高中畢業。

## 私生活
他的妻子為演員蘇菲亞·阿黛拉·路克（Sophia Adella Luke），兩人於1998年結婚。

## 外部連結
- Derek Luke在互联网电影资料库（IMDb）上的資料（英文）